# Петровський район (Ставропольський край)
Петровський район (рос. Петровский район) — адміністративна одиниця Росії, Ставропольський край. До складу району входять 1 міське поселення і 12 сільських поселень.